# František Vysocký
František Vysocký (Levoča, 9 maggio 1921 – Levoča, 10 aprile 1986) è stato un calciatore slovacco.